# Куриный паприкаш
Куриный паприка́ш (венг. paprikás csirke; нем. Paprikahuhn, Paprikahähnchen) — паприкаш из курятины, сытное классическое блюдо австрийской и венгерской кухни.
В старину куриный паприкаш готовили из взрослых кур, чтобы придать блюду более насыщенный вкус. В настоящее время для приготовления куриного паприкаша часто используются куриные ножки или грудки. Куриное мясо солят и перчат, а затем обжаривают до золотистого цвета на растительном масле и на время откладывают. На образовавшемся жиру обжаривают мелко нарезанный репчатый лук и нарезанный соломкой свежий сладкий перец, добавляют куриный бульон, чеснок и сладкую паприку. Затем добавляют обжаренную курятину, которую тушат до тех пор, пока мясо не будет легко отделяться от костей. Далее в сметану добавляют немного муки, хорошо размешивают, выливают в паприкаш и доводят до кипения.
Куриный паприкаш подают с галушками или макаронными изделиями. В Венгрии куриный паприкаш также подают с тархоней и зелёным салатом. Куриный паприкаш также выступает в качестве начинки в блинчиках по-хортобадьски.